# Victorian Premier League
Die Victorian Premier League ist ein australischer Fußballwettbewerb. Die Liga ist die höchste Spielklasse in Victoria.

## Hintergrund
Die Victorian Premier League entstand 1909 als Ligawettbewerb der Anglo-Australian Football Association. Da Fußball neben Australian Football, Rugby und Cricket ein Randsportartdasein fristete, rekrutierten sich die teilnehmenden Mannschaften hauptsächlich aus mitteleuropäischen Immigranten. Noch heute verweisen etliche Klubs in ihren offiziellen Namen aber auch ihren Spitznamen auf die Zugehörigkeit ihrer Mitglieder aus einem Ursprungsland.
Die Victorian Premier League umfasste lange Zeit maximal acht Mitglieder, ehe die Anzahl der Mannschaften in der ersten regionalen Liga in den 1960er Jahren auf zwölf Mannschaften erhöht wurde. Nachdem es bereits lange Zeit Diskussionen um eine australienweite Liga gegeben hatte, die durch die Qualifikation der australischen Nationalmannschaft für die Weltmeisterschaft 1974 befeuert wurden, entstand 1977 mit der National Soccer League eine erste landesweite Meisterschaft in Australien. Dabei qualifizierten sich die besten vier Mannschaften der Victorian Premier League für die neugeschaffene Spielklasse. Zwar gab es zunächst keine sportlichen Auf- und Absteiger zwischen der regionalen Meisterschaft und der National Soccer League, aufgrund finanzieller Probleme einzelner Klub wurden jedoch die Mannschaften zwischen der NSL und den regionalen Ligen verschoben. Mit dem Verlust der starken Mannschaften ging ein Qualitätsverlust einher, der erst aufgefangen wurde, als 1987 sportliche Auf- und Absteiger eingeführt wurden. Nach dem Zusammenbruch der NSL 2004 traten die beiden Victoria-Vertreter South Melbourne FC und Melbourne Knights wieder in der VPL an.